# Мазарек
Мазарек (умро после 1423.) је био српски војвода из периода владавине Стефана Лазаревића.

## Биографија
Мазарек је почетком 15. века био управник Рудника и Островице у служби Стефана Лазаревића. Био је један од српских војсковођа у Другом скадарском рату (1419-1423) вођеном између Српске деспотовине и Млетачке републике. Балша III Балшић је завештао Зету српском деспоту. Стефан је након Балшине смрти поставио Мазарека за управника Зете. Племство Бара прихватило је Стефана за господара у цркви Светог Ђорђа, а Мазарека за управника града. Крајем 1421. године потписано је примирје које је трајало до маја 1422. године. Деспот Стефан није наставио рат јер је био заузет на другој страни. Мазарек је сузбијао млетачке нападе. Подигао је неколико утврђења дуж Бојане како би контролисао речни ток. Када је млетачки капетан Николо Капело послат да достави храну опсађенима у Скадру, Мазарекове галије натерале су га да одступи. Млетачка флота је новембра 1422. године уништила Мазарекове тврђаве на Бојани и заузела Свети Срђ. Године 1422. у изворима се јавља још један војвода српског деспота, Логосит, који се борио у Котору. Мазарек се помиње 1423. године у једном дубровачком документу.
Данијеле Фарлати у Illyricum sacrum, т. VII, стр. 85.  помиње Masarechius, као префекта Зете из 1417. године (погледати: Шлаку).